# Zawartość ciepła w oceanie
Zawartość cieplna oceanu – zawartość ciepła w warstwie lub całej kolumnie oceanu.
Zmiany zawartości cieplnej oceanu związane są z pobieraniem dochodzącego promieniowania słonecznego. Natomiast wypromieniowanie ciepła z oceanu powoduje ogrzewanie się warstwy powietrza przy powierzchni oceanu i oziębianie oceanu. Pomiary pojemności cieplnej oceanu wykonuje się za pomocą pomiaru temperatury na różnych głębokościach. Pierwsze pomiary zawartości ciepła w oceanie rozpoczęły się około 1960 za pomocą sonadży ze statków przy użyciu batytermografów. Experyment WOCE (World Ocean Circulation Experiment) w latach 1990 kontynuował te wcześniejsze pomiary. Ale dopiero pomiary z profilatorów Argo w początkach lat 2000 zaczęły dostarczać danych o globalnym zasięgu z dobrą rozdzielczością czasową. Pomiary zawartości ciepła w oceanie dokonuje się także za pomocą altymetrii satelitarnej – pomiaru wysokości powierzchni oceanu. Zawartość ciepła w kolumnie oceanicznej koreluje się z wysokością powierzchni oceanu. Dane dotyczące zawartości ciepła w oceanie mogą być asymilowane przez modele numeryczne i powstaje wtedy tzw. reanaliza danych oceanicznych, z której dostaje się m.in. globalną informację na temat zawartości ciepła w oceanie.
Powierzchniowa gęstość ciepła jest zdefiniowana jako
{\displaystyle H=\rho c_{w}\int _{h_{2}}^{h_{1}}T(z)dz,}
gdzie:
{\displaystyle \rho } – gęstość wody,
{\displaystyle c_{w}} – ciepło właściwe wody,
{\displaystyle h_{1}} – głębokość na szczycie warstwy wody,
{\displaystyle h_{2}} – głębokość na dnie rozpatrywanej warstwy wody,
{\displaystyle T(z)} – temperatura wody w zależności od głębokości.
Pojemność cieplna warstwy oceanu jest też regulowana przez efekty dynamiczne, związane z przechodzeniem zaburzeń – jednym z przykładów są oceaniczne Fale Kelvina. W większej skali cyrkulacja termohalinowa może regulować pojemność cieplną oceanu w skali czasowej rzędu tysiąca lat.

## Zmiany klimatu

Zawartość ciepła w oceanie w warstwie 0–2000 m jako funkcja czasu. Pokazane są też błędy pomiarowe, które były większe na początku okresu pomiarowego.

Zawartość ciepła w oceanie jest ważną wielkością używaną w ocenie zmian klimatycznych ze względu na to, że ocean pobiera nadwyżkę energii dochodzącą do Ziemi (w przypadku gdy następują zmiany powodujące, że atmosfera oddaje ciepło do oceanu). Zmienia to temperaturę powierzchni oceanów i powoduje transport ciepła w głąb oceanu przez co zmienia się jego zawartość ciepła.
Rysunek pokazuje zawartość ciepła na pierwszych 2000 metrach od powierzchni wody. Widać, że zawartość ciepła w oceanie zwiększyła się na przestrzeni ostatnich 65 lat, z tym, że pomiary z początku tego okresu obarczone są dużym błędem. Dopiero od okresu pomiarów Argo, czyli od 2004 roku, błąd pomiarowy jest znacznie niższy. Okazuje się też, że zawartość ciepła w oceanie pomiędzy warstwą 0–700 m oraz 0–2000 m (nie pokazana na rysunku) ma inny przebieg w różnych okresach czasu. Obserwacje pokazują, że mogą występować okresy zaniku akumulacji ciepła w górnych warstwach (0–700 m) kompensowane przez zwiększony transport do niższych warstw (700–2000 m), co jest związane ze zmianami cyrkulacji oceanu. Może to wpływać na obserwowaną temperaturę na powierzchni oceanu. Pomiary zawartości ciepła na głębokości 2000–6000 m nie są obecnie wykonywane rutynowo.

## Potencjał cieplny cyklonu tropikalnego (TCHP)
Z pomiarów wiadomo, że typowy cyklon tropikalny pobiera około {\displaystyle 16\;[\mathrm {kJ/cm^{2}} ]} na dzień. Ocean oziębia się podczas parowania w czasie silnych wiatrów w huraganie oraz poprzez pionowe mieszanie się wody w oceanie z głębszych warstw z cieplejszą wodą na powierzchni.
Ponieważ cyklony tropikalne nie powstają, jeżeli woda jest zimniejsza niż 26 °C i temperatura 26 °C jest typową temperaturą powietrza w atmosferze tropikalnej to potencjał cieplny oceanu definiuje się w stosunku do temperatury 26 °C. Ciepło zawarte w górnej warstwie oceanu będzie przekazywane do atmosfery aż do momentu kiedy temperatura oceanu spadnie poniżej 26 °C. Wobec tego, jeżeli wiemy, ile ciepła znajduje się w oceanie, to jesteśmy w stanie ocenić, jak długo cyklon tropikalny jest w stanie pozostawać nad danym miejscem.
{\displaystyle OHC=\rho c_{w}\int _{z26}^{0}[T(z)-26C)]dz,}
gdzie z26 jest głębokością, na jakiej zmierzona jest temperatura 26 °C w oceanie.
Pewnym problemem z wykorzystaniem wzoru na OHC jest fakt, że w czasie mieszania wody w oceanie w warunkach silnego wiatru głębokość z26 może się zmieniać.